# Roe Triplan no 3
Le Roe Triplan n° 3 (Roe III Triplane en anglais) est un aéronef expérimental britannique construit en 1910 par le pionnier Alliott Verdon-Roe. 

## Développement
Évolution des Triplan n° 1 et n° 2, dont il conservait les lignes générales, ce nouvel appareil se distinguait par un plan inférieur dont l’envergure était sensiblement plus courte et le report du moteur à l’avant de la poutre constituant le fuselage, ce qui permettait de réduite la longueur du vilebrequin entraînant l’hélice et d’installer un passager devant le pilote. Le train d’atterrissage était renforcé, combinant patins et roues, et, pour la première fois sur un avion dessiné par Roe, apparaissaient des ailerons. Ces derniers, de grande profondeur, débordaient largement en arrière du bord de fuite. 
Un premier exemplaire prit l’air le 24 juin 1910 et permit à Alliott Verdon-Roe de réaliser à Brooklands ses premiers vols en circuit fermé. Sur cette première machine les ailerons étaient montés au plan supérieur et le moteur était à nouveau un JAP. 

## Petite série
Deux autres exemplaires furent construits pour participer au meeting organisé en 1910 à Blackpool. Sur ces appareils les ailerons étaient reportés sur le plan médian et le moteur était un Green de 35 ch. Des étincelles s’échappant de la cheminée de la locomotive assurant leur transport depuis Manchester mirent le feu à ces deux triplans, mais ils purent être reconstruits. Un dernier exemplaire, similaire à ceux de Blackpool, fut vendu à la Société aéronautique de Harvard. Selon que l'on considère deux avions reconstruits ou deux avions construits avec des pièces récupérées, il y eut donc 4 ou 6 Triplan n°3 assemblés au total.